# Daisaku Ikeda
Daisaku Ikeda (池田大作 Tóquio, Japão, 2 de janeiro de 1928 – 15 de novembro de 2023) foi um filósofo, escritor, fotógrafo, poeta e líder budista japonês. Graduou-se na Faculdade Fuji Júnior. Em 1947, converteu-se ao Budismo de Nitiren Daishonin com apenas dezenove anos e tornou-se membro da Soka Gakkai, uma organização que estava então sob a liderança de Jossei Toda, seu segundo presidente.

## Carreira
Em 1958, o segundo presidente da Soka Gakkai, Jossei Toda, morreu e após dois anos, em 3 de maio de 1960, Ikeda foi nomeado seu terceiro presidente. Sob sua liderança, a organização progrediu, chegando a alcançar aproximadamente treze milhões de membros no Japão, tornando-se a maior organização de seu gênero nesse país. Para apoiar os esforços da Soka Gakkai, baseados na filosofia budista de Nitiren Daishonin e com o intuito de promover a Paz, a Cultura e a Educação, Ikeda fundou, através dos anos, instituições educacionais e culturais, incluindo o Sistema Escolar Soka que abrange da Pré-Escola a Universidade, a Associação de Concertos Min-On e o Museu de Arte Fuji de Tóquio.
Cinco meses após assumir a terceira presidência, Daisaku Ikeda partiu no dia 2 de outubro para sua primeira viagem ao exterior com uma comitiva de seis dirigentes da Soka Gakkai. Levou no bolso do paletó uma foto de seu mestre com o sentimento de fazer a viagem no lugar dele.
A viagem abrangia nove cidades de três países: Honolulu, no Havaí, São Francisco, Seattle, Chicago, Nova York, Washington e Los Angeles (nos Estados Unidos) Toronto (Canadá), e São Paulo (Brasil).
Em cada uma dessas cidades, ele estruturou a organização e no Brasil fundou o Distrito Brasil, predecessor da Associação Brasil - SGI (BSGI). A partir de então, inúmeras foram as viagens realizadas ao redor do mundo em prol da paz.
Assim, a organização foi sendo estruturada em diferentes países, surgindo a necessidade da criação da Soka Gakkai Internacional, ocorrida em Guam, no Havaí, em 1975. Daisaku Ikeda, presidente da SGI, impulsionou ainda mais o movimento em prol da paz, da cultura e da educação. Hoje a SGI está presente em aproximadamente 200 países e regiões e realiza atividades em prol do bem-estar da sociedade.
Desde 1967, quando Daisaku Ikeda propôs a normalização das relações sino-japonesa, ele engajou-se ativamente na elaboração e publicação de propostas, dirigidas às Nações Unidas, tratando de questões sobre a paz, desarmamento, educação e meio ambiente. Além disso, baseado na crença de que os primeiros passos rumo à realização da paz iniciam-se com o diálogo de vida a vida, engajou-se numa diplomacia do cidadão, encontrando-se com líderes políticos e intelectuais de todo o mundo, num intercâmbio de opiniões a respeito dos desafios que se interpõem à humanidade. Alguns desses diálogos foram compilados na forma de livros.
Daisaku Ikeda prosseguiu percorrendo o mundo, aplicando ativamente os princípios da filosofia budista aos problemas da humanidade e empenhando-se vigorosamente para criar uma nova era o século XXI - uma era de esperança, de compreensão, de respeito mútuo e de paz e prosperidade embasadas no verdadeiro humanismo.
Em adição, Daisaku Ikeda foi um prolífero autor, escreveu romances, ensaios e poesias sobre uma vasta gama de tópicos abrangendo o humanismo, a paz, a sociedade, a juventude, a arte e a literatura. Seus escritos têm sido traduzidos para mais de quatorze idiomas.
Foi galardoado em 2007 com o Prémio Mundial do Humanismo pela Academia do Humanismo da Macedónia.
Em 10 de dezembro de 1992 recebeu o título de "Doutor Honoris Causa" da Universidade Federal do Paraná. Em 1993 recebeu o título de "Doutor Honoris Causa" da Universidade Federal do Rio de Janeiro. Em 2007, ainda, recebeu o Título "Doutor Honoris Causa" concedido pela UNINGÁ - Centro Universitário Ingá, de Maringá, PR, pelos relevantes serviços em prol da paz. Mais recente, em 2019, recebeu o título "Doutor Honoris Causa" concedido pela UFRPE - Universidade Federal Rural de Pernambuco. Daisaku Ikeda também foi membro correspondente da Academia Brasileira de Letras.
Ikeda morreu em 15 de novembro de 2023, aos 95 anos, em Tóquio.

## Livros em português
- Revolução Humana (12 volumes)
- O Menino e a Cerejeira
- Nova Revolução Humana (30 volumes)
- A Sabedoria do Sutra de Lótus (diálogo com Katsuji Saito, Takenori Endo e Haruo Suda) (6 volumes)
- Preleção dos capítulos Hoben e Juryo
- O Buda vivo
- Budismo o primeiro milênio
- O Budismo na China
- Clássicos da literatura japonesa
- Uma paz duradoura (3 volumes)
- Desafio de Uma Nova Era de Paz
- Escolha a Vida (dialogando com Arnold Toynbee)
- Vida, Um Enigma, Uma Jóia Preciosa
- Diálogo sobre a Juventude (3 volumes)
- 365 dias - Frases para mulheres
- Antes que seja tarde (diálogo com Aurelio Peccei)
- Direitos Humanos no século XXI (diálogo com Austregésilo de Athayde)
- Valores Humanos num mundo em mutação (diálogo com Bryan R. Wilson)
- A noite clama pela alvorada (diálogo com René Huyghe)
- Cidadania Planetária (diálogo com Hazel Henderson)
- Ser Humano (diálogo com René Simard e Guy Bourgeault)
- Astronomia e Budismo - Uma Jornada Rumo ao Distante Universo (diálogo com o astrônomo Ronaldo Rogério de Freitas Mourão)
- Juramento Kayo - Coletânea de orientações